# Elezioni regionali in Emilia-Romagna del 1995
Le elezioni regionali in Emilia-Romagna del 1995 si tennero il 23 aprile; videro la vittoria del presidente uscente Pier Luigi Bersani, sostenuto dal centro-sinistra, che sconfisse il candidato del centro-destra, Gianfranco Morra.
A Bersani, dimessosi il 17 maggio 1996 per assumere la carica di Ministro delle attività produttive, succedette Antonio La Forgia (PDS), poi dimessosi il 3 marzo 1999; Presidente divenne quindi Vasco Errani (DS).

## Risultati
| Candidati                                             | Candidati                                               | Voti                                 | %     | Liste                                | Voti      | %     | Seggi |
| ----------------------------------------------------- | ------------------------------------------------------- | ------------------------------------ | ----- | ------------------------------------ | --------- | ----- | ----- |
|                                                       | Pier Luigi Bersani (Progetto Democratico) ✔️ Presidente | 1 508 241                            | 53,81 | Partito Democratico della Sinistra   | 1 106 929 | 43,02 | 20    |
| Popolari                                              | Pier Luigi Bersani (Progetto Democratico) ✔️ Presidente | 1 508 241                            | 53,81 | 144 398                              | 5,61      | 2     |       |
| Patto dei Democratici                                 | Pier Luigi Bersani (Progetto Democratico) ✔️ Presidente | 1 508 241                            | 53,81 | 96 042                               | 3,73      | 1     |       |
| Federazione dei Verdi                                 | Pier Luigi Bersani (Progetto Democratico) ✔️ Presidente | 1 508 241                            | 53,81 | 82 178                               | 3,19      | 1     |       |
| Partito Repubblicano Italiano - Federazione Laburista | Pier Luigi Bersani (Progetto Democratico) ✔️ Presidente | 1 508 241                            | 53,81 | 34 802                               | 1,35      | –     |       |
| Seggi assegnati alla lista regionale                  | Seggi assegnati alla lista regionale                    | Seggi assegnati alla lista regionale | 53,81 | 10                                   |           |       |       |
|                                                       | Gianfranco Morra (FI-PP - AN - CCD)                     | 896 012                              | 31,97 | Forza Italia - Il Polo Popolare      | 467 863   | 18,18 | 7     |
| Alleanza Nazionale                                    | Gianfranco Morra (FI-PP - AN - CCD)                     | 896 012                              | 31,97 | 264 367                              | 10,27     | 4     |       |
| Centro Cristiano Democratico                          | Gianfranco Morra (FI-PP - AN - CCD)                     | 896 012                              | 31,97 | 59 898                               | 2,33      | 1     |       |
|                                                       | Renato Albertini                                        | 247 476                              | 8,83  | Partito della Rifondazione Comunista | 196 274   | 7,63  | 3     |
|                                                       | Pierluigi Copercini                                     | 107 628                              | 3,84  | Lega Nord                            | 86 400    | 3,36  | 1     |
|                                                       | Carduccio Parizzi                                       | 43 633                               | 1,56  | Lista Pannella - Riformatori         | 33 995    | 1,32  | –     |
| Totale                                                | Totale                                                  | 2 802 990                            | 100   |                                      | 2 573 146 | 100   | 50    |

## Consiglieri eletti
| Collegio           | Lista                                | Eletto                |
| ------------------ | ------------------------------------ | --------------------- |
| Collegio regionale | Progetto Democratico                 | Pier Luigi Bersani    |
| Collegio regionale | Progetto Democratico                 | Emilio Sabattini      |
| Collegio regionale | Progetto Democratico                 | Celestina Ceruti      |
| Collegio regionale | Progetto Democratico                 | Giovanni Bissoni      |
| Collegio regionale | Progetto Democratico                 | Maria Cristina Zucca  |
| Collegio regionale | Progetto Democratico                 | Gianluca Borghi       |
| Collegio regionale | Progetto Democratico                 | Luigi Mariucci        |
| Collegio regionale | Progetto Democratico                 | Manuela Amoretti      |
| Collegio regionale | Progetto Democratico                 | Vittorio Pieri        |
| Collegio regionale | Progetto Democratico                 | Pier Antonio Rivola   |
| Bologna            | Partito Democratico della Sinistra   | Antonio La Forgia     |
| Bologna            | Partito Democratico della Sinistra   | Franco Lorenzi        |
| Bologna            | Partito Democratico della Sinistra   | Armando Campagnoli    |
| Bologna            | Partito Democratico della Sinistra   | Katia Zanotti         |
| Bologna            | Partito Democratico della Sinistra   | Silvia Bartolini      |
| Bologna            | Forza Italia-Il Polo Popolare        | Fabio Garagnani       |
| Bologna            | Alleanza Nazionale                   | Marcello Bignami      |
| Bologna            | Partito della Rifondazione Comunista | Renato Albertini      |
| Bologna            | Patto dei Democratici                | Lamberto Cotti        |
| Bologna            | Federazione dei Verdi                | Daniela Guerra        |
| Bologna            | Centro Cristiano Democratico         | Gianfranco Morra      |
| Ferrara            | Partito Democratico della Sinistra   | Alfredo Bertelli      |
| Ferrara            | Partito Democratico della Sinistra   | Alfredo Sandri        |
| Ferrara            | Forza Italia-Il Polo Popolare        | Giorgio Dragotto      |
| Ferrara            | Alleanza Nazionale                   | Alberto Balboni       |
| Forlì-Cesena       | Partito Democratico della Sinistra   | Daniele Alni          |
| Modena             | Partito Democratico della Sinistra   | Mariangela Bastico    |
| Modena             | Partito Democratico della Sinistra   | Ferruccio Giovannelli |
| Modena             | Partito Democratico della Sinistra   | Renato Cocchi         |
| Modena             | Forza Italia-Il Polo Popolare        | Isabella Bertolini    |
| Modena             | Partito della Rifondazione Comunista | Rocco Giacomino       |
| Modena             | Popolari                             | Luigi Gilli           |
| Parma              | Partito Democratico della Sinistra   | Giovanni Ballarini    |
| Parma              | Partito Democratico della Sinistra   | Marco Lombardi        |
| Parma              | Forza Italia-Il Polo Popolare        | Gianarturo Leoni      |
| Parma              | Alleanza Nazionale                   | Manlio Molinari       |
| Parma              | Partito della Rifondazione Comunista | Carlo Rasmi           |
| Piacenza           | Partito Democratico della Sinistra   | Nino Beretta          |
| Piacenza           | Forza Italia-Il Polo Popolare        | Antonio Agogliati     |
| Piacenza           | Alleanza Nazionale                   | Pietro Tassi          |
| Piacenza           | Lega Nord                            | Maurizio Parma        |
| Ravenna            | Partito Democratico della Sinistra   | Vasco Errani          |
| Ravenna            | Partito Democratico della Sinistra   | Guido Tampieri        |
| Ravenna            | Forza Italia-Il Polo Popolare        | Rodolfo Ridolfi       |
| Reggio Emilia      | Partito Democratico della Sinistra   | Lorenza Davoli        |
| Reggio Emilia      | Partito Democratico della Sinistra   | Girolamo Ielo         |
| Reggio Emilia      | Popolari                             | Luigi Bottazzi        |
| Rimini             | Partito Democratico della Sinistra   | Ferdinando Fabbri     |
| Rimini             | Partito Democratico della Sinistra   | Andrea Gnassi         |
| Rimini             | Forza Italia-Il Polo Popolare        | Giorgio Lisi          |